# Narzissmus der kleinen Differenzen
Narzissmus der kleinen Differenzen nannte Sigmund Freud in seiner Abhandlung Das Unbehagen in der Kultur (1930) „eine bequeme und relativ harmlose Befriedigung der Aggressionsneigung“. In allen menschlichen Gemeinschaften sei feindliche Missgunst unter ansonsten gleichgestellten Menschen nicht aufzuheben. Es erleichtere aber den gemeinschaftlichen Zusammenhalt, wenn die Aggression, statt nach innen, auf benachbarte, nahestehende Gemeinschaften gerichtet werde. 
In harmloser Form äußert sich der Narzissmus der kleinen Differenzen in Rivalitäten zwischen benachbarten Völkern (Portugiesen gegen Spanier), Regionen (Bayern gegen Preußen) oder Städten (Köln gegen Düsseldorf). Auch den Antisemitismus erklärt Freud außer in Das Unbehagen in der Kultur auch in seiner Schrift Der Mann Moses und die monotheistische Religion (1939) teilweise mit dieser narzisstischen Aggressionsneigung, die sich gegen eine Minorität wendet, die gegenüber ihren „Wirtsvölkern“ nicht grundverschieden ist, aber „oft in undefinierbarer Art anders als zumal die nordischen Völker“ und, was noch stärker zähle, deren Angehörige „die Fähigkeit zeigen, sich im Erwerbsleben zu behaupten und, wo man sie zulässt, wertvolle Beiträge zu allen kulturellen Leistungen“ erbringen.